# Pfannenbrett

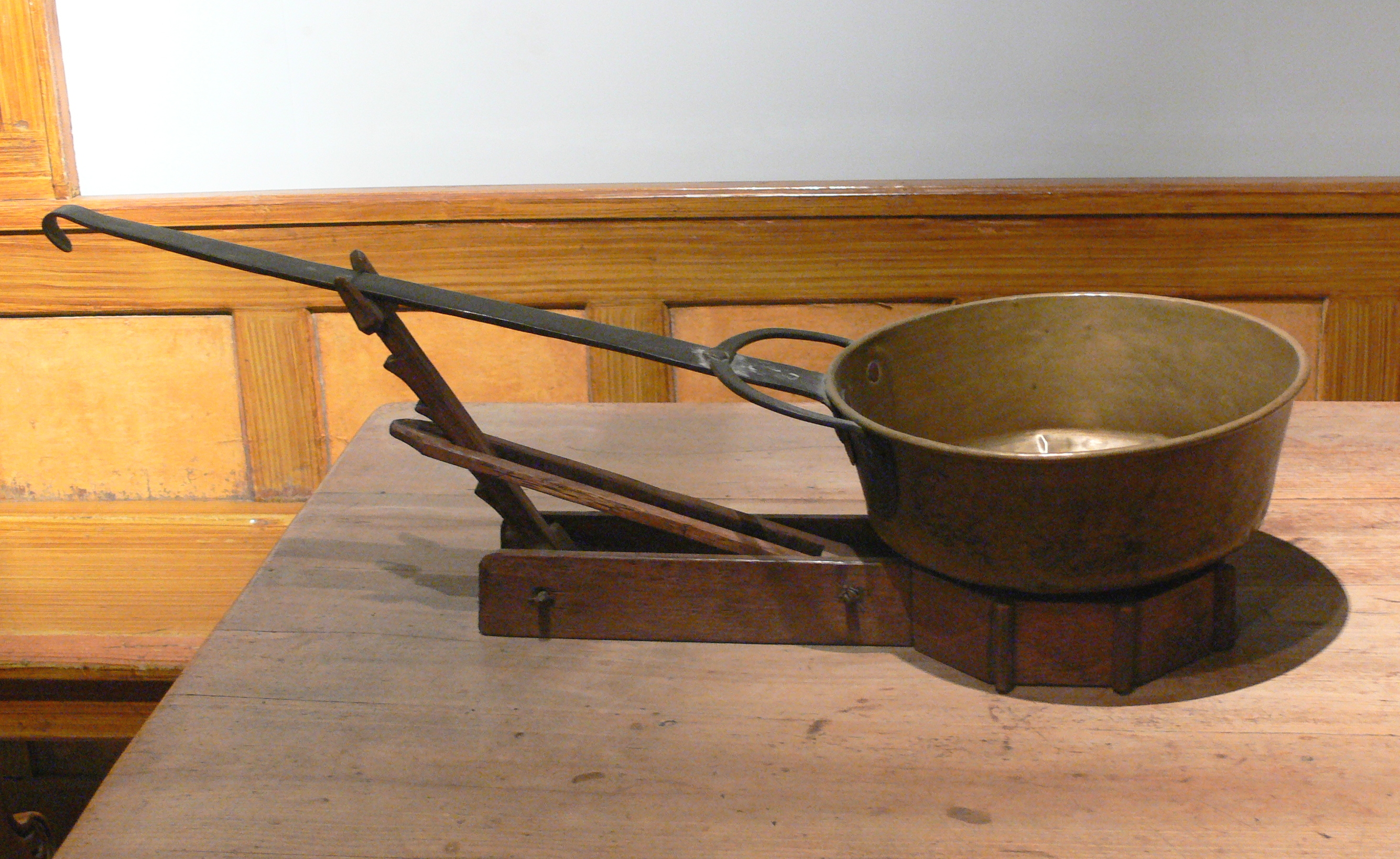
Pfannenknecht aus Kernen im Remstal bei Stuttgart, 18. oder 19. Jhdt.; hier mit einer Kasserolle

Ein Pfannenbrett (auch Pfannenknecht) ist ein altes Haushaltsgerät, das aus einer runden Holzplatte mit Stiel und Griff besteht. Es ist ein Untersetzer, um darauf eine heiße Bratpfanne, einen Kochtopf oder einen Wasserkessel auf dem Esstisch abzustellen. In bäuerlichen Haushalten wurde früher direkt aus der Pfanne gegessen. Pfannenknechte haben daher meist eine verstellbare Vorrichtung zur Auflage des Pfannenstiels, mit der die Pfanne schräg gestellt werden kann. So sind gegen Ende der Mahlzeit die Reste leichter aus der Pfanne herauszulöffeln.